# چین او لیکس-کینگ، ویسکانسین
چین او لیکس-کینگ (به انگلیسی: Chain O' Lakes-King) یک منطقهٔ مسکونی در ایالات متحده آمریکا است که در فارمینگتون واقع شده‌است. چین او لیکس-کینگ ۱۴٫۴ کیلومتر مربع مساحت و ۲٬۲۱۵ نفر جمعیت دارد.